# 利·晴灣23
利·晴灣23（英語：L·Living 23）位於香港九龍大角咀杉樹街23號及橡樹街87號，為一住宅項目，地產發展商為有利集團及市區重建局。

## 歷史
利·晴灣23屬市區重建局「需求主導」重建項目，項目總樓面約6.97萬方呎，2016年由有利集團擊敗其餘10家投標財團奪得。根據招標條款規定，中標財團須預留若干樓面交還市區重建局作樓換樓用，若將來賣樓收益達8.6億元，中標財團需向市區重建局按比例分紅。物業於2021年5月開售，折實入場費為465萬元。物業已於2022年3月落成。

## 物業
物業設有1座，提供142伙，樓高27層(不設4樓、14樓及24樓)，實用面積由276至584平方呎，間隔為開放式、1房、2房及3房連套房。

## 設施
物業在2樓設有1,939平方呎住客會所，另設有526平方呎綠化地帶/戶外兒童遊樂場。基座地下及一樓為商場，而地庫則為停車場。

## 鄰近
利·晴灣23鄰近港鐵奧運站、大角咀市政大廈及大型商場奧海城等。
- 匯豐中心
- 中銀中心
- 大同新邨
- 奧城西岸
- 傲寓
- 利奧坊·曉岸
- 利奧坊·凱岸
- 利奧坊·曦岸